# Ain Shams universitet
Ain Shams universitet (arabiska: جامعة عين شمس), ligger i stadsdelarna Ain Shams och Abbassia i Kairo, Egypten. Det grundades i juli 1950 med ett antal fakulteter och akademiska institut vilket senare utvecklades till ett universitet.
Universitetet består av 14 fakulteter, 1 college och 2 högskolor plus 12 centrum och speciella enheter med bland annat fakultet för medicin, utbildning och teknik. U.S. News & World Report rankade 2016 universitetet som det sjunde främsta i arabvärlden.